# Waverley Root
Waverley Lewis Root (* 15. April 1903 auf Rhode Island; † 31. Oktober 1982 in Paris) war ein bedeutender US-amerikanischer Journalist und Autor, der sich vor allem mit Themen rund um die Esskultur auseinandersetzte.
Er lebte von 1927 bis 1934 sowie von 1945 bis zu seinem Tod in Paris, arbeitete ursprünglich als Europakorrespondent der Chicago Tribune, veröffentlichte am Ende seines Lebens jedoch eine regelmäßige Kolumne in der International Herald Tribune, in der er über Essen philosophierte.
Mit seinen Veröffentlichungen wie The Food of Italy, Italian Cooking und Food in America prägte er die Entwicklung der US-amerikanischen Küche entscheidend mit.

## Veröffentlichungen (Auswahl)
- Die Küche in Italien. Bearbeitet von Holger Hofmann;  Fotografien von Fred Lyon; aus dem Englischen von Eva Bornemann. Rowohlt, Reinbek 1983, ISBN 3-499-16431-0.
- Wachtel, Trüffel, Schokolade. Die Enzyklopädie der kulinarischen Köstlichkeiten. Aus dem Englischen übertragen und bearbeitet von Melanie Walz. Goldmann, München 1996, ISBN 3-442-72088-5.
- Das Mundbuch : eine Enzyklopädie alles Essbaren, Frankfurt am Main : Eichborn 1994, Reihe Die Andere Bibliothek, ISBN 978-3-8218-4117-5, zweite Auflage unter dem Titel Alles, was man essen kann : eine kulinarische Weltreise von Aakerbeere bis Zwiebel, Frankfurt am Main : Eichborn-Verlag 2003, ISBN 978-3-8218-4734-4.